# Eleições municipais no Brasil em 2008
As eleições municipais no Brasil de 2008 ocorreram em primeiro turno em 5 de outubro de 2008 e determinaram os vereadores e os prefeitos dos 5.567 municípios do Brasil. Para as prefeituras não definidas no primeiro turno, ou seja, as que nenhum candidato atingiu a maioria absoluta de votos válidos, ocorreu o segundo turno em 26 de outubro do mesmo ano, no qual concorreram os dois candidatos mais votados no turno anterior.
A primeira candidatura oficializada no Tribunal Superior Eleitoral (TSE) foi a de Vailson Oliveira do Nascimento do Partido Trabalhista Nacional (PTN), à prefeitura de Conde, na Paraíba.
Em 22 de julho de 2008, a Associação dos Magistrados Brasileiros (AMB) começou a divulgação, em seu site, da lista de candidatos a prefeito e vice-prefeito que respondem a processos na Justiça. São, segundo a AMB, 15 candidatos a prefeito e vice-prefeito em dez capitais que respondem a ações penais, de improbidade administrativa ou eleitorais, sendo, ao todo, 22 processos.
As capitais com mais candidatos são São Paulo e Belém; ambas tem três candidatos na lista. O candidato com mais ações na Justiça é o deputado federal Paulo Maluf (PP) com sete processos, que disputa a prefeitura de São Paulo.

## Prefeitos de capitais eleitos em 2008
| Bandeira | Cidade         | UF | Prefeito               | Partido | Vice-prefeito               | Partido do vice |
| -------- | -------------- | -- | ---------------------- | ------- | --------------------------- | --------------- |
|          | Aracaju        | SE | Edvaldo Nogueira       | PC do B | Sílvio Alves dos Santos     | PT              |
|          | Belém          | PA | Duciomar Costa         | PTB     | Anivaldo Vale               | PR              |
|          | Belo Horizonte | MG | MárcioLacerda          | PSB     | Roberto Vieira de Carvalho  | PT              |
|          | Boa Vista      | RR | Iradilson Sampaio      | PSB     | Suely Campos                | PP              |
|          | Campo Grande   | MS | Nelson Trad Filho      | PMDB    | Edil Albuquerque            | PMDB            |
|          | Cuiabá         | MT | Wilson Santos          | PSDB    | Chico Galindo               | PTB             |
|          | Curitiba       | PR | Beto Richa             | PSDB    | Luciano Ducci               | PSB             |
|          | Florianópolis  | SC | Dário Berger           | PMDB    | João Batista Nunes          | PR              |
|          | Fortaleza      | CE | Luizianne Lins         | PT      | Tin Gomes                   | PHS             |
|          | Goiânia        | GO | Iris Rezende           | PMDB    | Paulo Garcia                | PT              |
|          | João Pessoa    | PB | Ricardo Coutinho       | PSB     | Luciano Agra                | PSB             |
|          | Macapá         | AP | Roberto Góes           | PDT     | Maria Helena Barbosa Guerra | DEM             |
|          | Maceió         | AL | Cícero Almeida         | PP      | Lourdinha Lyra              | PR              |
|          | Manaus         | AM | Amazonino Mendes       | PTB     | Carlos Souza                | PP              |
|          | Natal          | RN | Micarla de Sousa       | PV      | Paulinho Freire             | PP              |
|          | Palmas         | TO | Raul Filho             | PT      | Edna Agnolin                | PDT             |
|          | Porto Alegre   | RS | José Fogaça            | PMDB    | José Fortunati              | PDT             |
|          | Porto Velho    | RO | Roberto Sobrinho       | PT      | Emerson Castro              | PMDB            |
|          | Recife         | PE | João da Costa          | PT      | Milton Coelho               | PSB             |
|          | Rio Branco     | AC | Raimundo Angelim       | PT      | Eduardo Farias              | PC do B         |
|          | Rio de Janeiro | RJ | Eduardo Paes           | PMDB    | Carlos Alberto Muniz        | PMDB            |
|          | Salvador       | BA | João Henrique Carneiro | PMDB    | Edvaldo Brito               | PTB             |
|          | São Luís       | MA | João Castelo           | PSDB    | Helena Duailibe             | PSB             |
|          | São Paulo      | SP | Gilberto Kassab        | DEM     | Alda Marco Antônio          | PMDB            |
|          | Teresina       | PI | Silvio Mendes          | PSDB    | Elmano Férrer               | PTB             |
|          | Vitória        | ES | João Coser             | PT      | Sebastião Barbosa           | PMDB            |

## Estatísticas por partido
Referência:
| Partido | Candidatos(as) a prefeituras | Prefeitos(as) eleitos(as) | Candidatos(as) a câmara | Vereadores(as) eleitos(as) |
| ------- | ---------------------------- | ------------------------- | ----------------------- | -------------------------- |
| DEM     | 1234                         | 496                       | 24486                   | 4802                       |
| PCdoB   | 192                          | 41                        | 7066                    | 612                        |
| PCB     | 40                           | 0                         | 649                     | 13                         |
| PCO     | 9                            | 0                         | 22                      | 0                          |
| PDT     | 979                          | 352                       | 21697                   | 3523                       |
| PHS     | 96                           | 13                        | 5188                    | 351                        |
| PMDB    | 2648                         | 1202                      | 37297                   | 8475                       |
| PMN     | 168                          | 42                        | 5966                    | 590                        |
| PP      | 1203                         | 551                       | 24008                   | 5128                       |
| PPS     | 518                          | 129                       | 15470                   | 2159                       |
| PR      | 911                          | 385                       | 19197                   | 3534                       |
| PRB     | 261                          | 54                        | 8520                    | 780                        |
| PRP     | 91                           | 17                        | 5050                    | 464                        |
| PRTB    | 96                           | 11                        | 3756                    | 261                        |
| PSB     | 881                          | 310                       | 19024                   | 2956                       |
| PSC     | 248                          | 57                        | 10767                   | 1146                       |
| PSDB    | 1776                         | 791                       | 29363                   | 5897                       |
| PSDC    | 92                           | 8                         | 4908                    | 350                        |
| PSL     | 95                           | 15                        | 6159                    | 519                        |
| PSOL    | 280                          | 0                         | 2433                    | 25                         |
| PSTU    | 34                           | 0                         | 188                     | 0                          |
| PT      | 1630                         | 557                       | 30491                   | 4168                       |
| PTdoB   | 87                           | 8                         | 4493                    | 328                        |
| PTB     | 1004                         | 413                       | 22186                   | 3934                       |
| PTC     | 93                           | 13                        | 4666                    | 331                        |
| PTN     | 96                           | 16                        | 4464                    | 320                        |
| PV      | 380                          | 75                        | 13116                   | 1237                       |

## Novas eleições
Em 1 de março de 2009 são realizadas novas eleições em sete municípios: Amarante do Maranhão (MA), Bacabeira (MA), Centro Novo do Maranhão (MA), Vila Nova dos Martírios (MA), Braço do Norte (SC), Amajari (RR) e Patu (RN). Ao todo, representam menos de 77 mil eleitores, que devem voltar às urnas porque o registro de candidatura dos candidatos vitoriosos em outubro de 2008 foi cassado pelo TSE. Outras dez cidades, duas ainda em 2008 e outras oito em 2009, já haviam realizado novas eleições.